# .com
Домейн името .com (от английски: commercial) е основен домейн от първо ниво (gTLD) от системата за имена на домейните (Domain Name System, DNS) на интернет. Името произлиза от думата commercial, индикираща първоначално замислената употреба от мрежи с комерсиална цел.
Първоначално gTLD бил администриран от Министерството на отбраната на САЩ, но днес се управлява от VeriSign. Регистрациите в областта .com се назначават чрез регистратори, акредитирани от ICANN.
Когато през януари 1985 г. системата, която служи за разпознаване на имена на компютри, свързани в мрежата (DNS) е била вградена в интернет, .com е бил един от първите домейн от първо ниво (TLDs). Други използвани области били edu, gov, mil, net, org, и arpa. По-късно .com се превръща в най-големия домейн от първо ниво (TLD).
.com е най-популярният домейн от първо ниво (TLD) в света. Въпреки че би трябвало да се използва изключително за комерсиални цели, много от хората не знаят значението му и го използват за други цели.

## История
.com е въведен като един от първите домейни от високо ниво, когато системата за имена на домейните (DNS) първоначално е вградена в интернет през януари 1985 г. Областта бива ръководена от Министерството на отбраната на САЩ. Въпреки това министерството подписва договор за поддръжка на домейна с SRI International. SRI създават DDN-NIC, също известно като SRI-NIC или просто NIC (Network International Center – Международен Мрежови Център), след това става достъпна онлайн с областното име nic.ddn.mil. На 1 октомври 1991 г. Goverment System Inc. печели договора за изпълнение и назначават за подизпълнител Network Solutions Inc. (NSI).
Тъй като .com не се използва само за защитни интереси, на 1 януари 1993 г. National Science Foundation (NSF) поема отговорност за поддръжка. NSF договаря управлението на Network Solutions Inc. (NSI). През 1995 г., NSF упълномощява NSI да започне зареждането на годишни възнаграждения, за пръв път от създаването на домейна. Първоначално възнаграждението било 50 щатски долара на година, от които 35 отивали за NSI и 15 – в правителствена фондация. Новорегистриралите се трябвало да плащат за първите две години, правейки новообластно възнаграждение от 100 щ.д. за регистрация. През 1997 г. Министерството на търговията на САЩ поема властта над всички родови домейни от първо ниво (TLDs). Понастоящем управляван от VeriSign, която придобива Network Solutions Inc. По-късно VeriSign променя нерегистрираните функции на NS в отделна компания, която продължава като регистратор. В българския език домейна често е произнасян „точка-com“.
Въпреки че областите първоначално биват проектирани с търговска цел (другите, като правителствени агенции или образователни институции имат различни домейни от първо ниво (TLDs) предназначени за тях), от средата на 1990 г. няма ограничение на това кой да се регистрира в .com. С комерсиализирането и популяризирането на интернет домейнът .com е отворен за публиката и бързо се превръща в най-посещавания домейн от първо ниво (TLD) за уебсайтове, електрони пощи и мрежи. Много компании процъфтяват в периода от 1997 г. до 2001 г. (известен като „dot-com bubble“, дот-ком-балон), внедряват наставка .com в своите имена. Те стават известни като „dot-coms“ или „dot-com компании“. Въвеждането на .biz домейни през 2001 г., които са предназначени за бизнес сайтове, не повлява на популярността на .com.
Въпреки че компании от цял свят могат да регистрират .com домейни, много страни имат второ ниво домейни (second-level domains), с подобно значение, използвайки собствен код на държавата според ccTLD (country code Top-Level Domain). Всеки домейн от второ ниво е обикновено под формата на com.xx или co.xx, където xx е кодът на държавата (ccTLD). Австралия (com.au), Гърция (com.gr), Мексико (com.mx), Южна Корея (co.kr), Индия (co.in), Китай (com.cn), Япония (co.jp), Малайзия (com.my) и Обединено Кралство (co.uk).
Много нетърговски сайтове и мрежи използват .com имена, за да спечелят от придобилата популярност на домейна.
През 2008 VeriSign съобщава за приблизително 77 000 000 регистрирани домейна.

## Прехвърляне на домейни
Домейните могат да бъдат прехвърляни между собственици. До октомври 2006 процедурата, използвана от VeriSign е сложна и несигурна. Изискването е нотариус да потвърди самоличността на регистранта, изискващ трансфер на домейна. През октомври 2006 нова процедура, изискваща предаващият домейна регистрант да предостави код за автентикация по указание от текущия собственик (още известен като EPP код), била представена от VeriSign като превантивна мярка срещу кражба на домейн имена.